# والتر ساموئل
والتر آدریان ساموئل (اسپانیایی: Wálter Adrián Samuel‎؛ زادهٔ ۲۳ مارس ۱۹۷۸) بازیکن پیشین فوتبال اهل آرژانتین است. که سابقه بازی در باشگاه‌های نیوولز الد بویز، بوکا جونیورز، آ.ث. رم، رئال مادرید، اینتر میلان و بازل در کارنامه دارد. وی همچنین در تیم ملی فوتبال آرژانتین نیز بازی کرده‌است.
از وی به عنوان یکی از محکم‌ترین مدافعان در فوتبال یاد شده‌است و خاویر زانتی هم‌تیمی وی و کاپیتان پیشین تیم اینترمیلان او را «سرسخت‌ترین» بازیکنی که با او بازی کرده خطاب کرده‌استوی در جام جهانی فوتبال ۲۰۲۲ به عنوان کمک مربی با تیم ملی فوتبال آرژانتین قهرمان جام جهانی شد.

## افتخارات

### باشگاهی
بوکا جونیورز
- لیگ برتر فوتبال آرژانتین(۱): ۱۹۹۸
- کوپا لیبرتادورس(۱): ۲۰۰۰

آ.اس. رم
- سری آ(۱): ۰۱–۲۰۰۰
- سوپر جام فوتبال ایتالیا(۱): ۲۰۰۱

اینترمیلان
- سری آ(۵): ۰۶–۲۰۰۵، ۰۷–۲۰۰۶، ۰۸–۲۰۰٧، ۰۹–۲۰۰۸، ۱۰–۲۰۰۹
- جام حذفی فوتبال ایتالیا(۳): ۰۶–۲۰۰۵، ۱۰–۲۰۰۹، ۱۱–٢٠١٠
- سوپر جام فوتبال ایتالیا(۴): ۲۰۰۵، ۲۰۰۶، ۲۰۰۸، ٢٠١٠
- لیگ قهرمانان اروپا(۱): ۱۰–۲۰۰۹
- جام باشگاه های جهان(۱): ٢٠١٠

بازل
- سوپر لیگ فوتبال سوئیس(۲): ۱۵–۲۰۱۴، ۱۶–۲۰۱۵